# Вільшанська селищна територіальна громада (Кіровоградська область)
Вільшанська селищна громада — територіальна громада в Україні, в Голованівському районі Кіровоградської області. Адміністративний центр — селище Вільшанка.
Площа громади — 589,3 км², населення — 11 311 мешканців (2020).

## Населені пункти
У складі громади 1 селище (Вільшанка) і 22 села:
- Березова Балка
- Бузникувате
- Вівсяники
- Владиславка
- Вовча Балка
- Добре
- Добрянка
- Дорожинка
- Завітне
- Залізничне
- Йосипівка
- Калмазове
- Коритно-Забузьке
- Куца Балка
- Мала Вільшанка
- Мала Мазниця
- Осички
- Плоско-Забузьке
- Синюха
- Станкувате
- Степанівка
- Чистопілля